# Шаранин, Никита
Никита Шаранин (латыш. Ņikita Šaraņins) — латвийский футболист, вратарь клуба «Даугавпилс».

## Биография

### Клубная карьера
Шаранин — воспитанник «Даугавпилса». Профессиональную карьеру он начал в 2020 году, в составе даугавпилской команды. Дебютировал в проигранном матче Кубка Латвии против клуба «Лиепая» (1:0). В чемпионате Латвии, дебютировал в матче против той же «Лиепаи» (5:1)
В Юношеской лиге УЕФА дебютировал 29 сентября 2021 года, в матче против ФК «Минск».

### Карьера в сборной
За сборную Латвии до 19 лет, дебютировал 10 ноября 2021 года, в матче против сверстников из Румынии.